# (33267) 1998 HY93
1998 HY93 (asteroide 33267) é um asteroide da cintura principal. Possui uma excentricidade de 0.10935930 e uma inclinação de 5.04076º.
Este asteroide foi descoberto no dia 21 de abril de 1998 por LINEAR em Socorro.